# Austernfischer (Schiffstyp)
Als Austernfischer wurde ein Fischereifahrzeug unter Segeln für die Austern-Fischerei im Wattenmeer bezeichnet. Es war ca. 12 m lang, 3 m breit, verfügte über einen Tiefgang von ca. 0,75 m und war sehr flach gebaut. Das einmastige Schiff verfügte über Gieksegel, Gaffeltoppsegel sowie Stagfock und Klüver. Manche Austernfischer waren auch mit Seitenschwertern ausgerüstet. Die Austernkurren für den Fang wurden an der Steuerbordseite geschleppt.
Mit der Einführung von Schiffsmaschinen kam allmählich das Ende für die besegelten Austernfischer.